# ブラジル帝国

ブラジル帝国
Império do Brasil (ポルトガル語)

国の標語: Independência ou Morte!（ポルトガル語）
独立か死か！国歌: Hino da Independência（ポルトガル語）
独立の賛歌（1822年 - 1831年）

ブラジル帝国の最大版図（1822年）

ブラジル帝国（ブラジルていこく、ポルトガル語: Império do Brasil）は、1822年から1889年まで南米ブラジルを統治した立憲君主制国家である。1828年までは現在のウルグアイも含まれていた。

## 歴史

ブラジル帝国の各州

1808年、ポルトガルのブラガンサ王朝はナポレオン軍の侵攻を逃れて植民地ブラジルに逃れ、1809年にリオデジャネイロに遷都した。ポルトガル宮廷のリオ滞在によってブラジルは人口も増え、文明も進歩した。この間、1815年に、それまで公国だったブラジルは植民地からポルトガルと対等な王国に昇格され、ポルトガル・ブラジル及びアルガルヴェ連合王国に再編された。1821年、ポルトガル・ブラジル王ジョアン6世はリスボン帰還を果たし、ブラジル国王兼位のまま王太子ドン・ペドロをブラジル摂政として残した。ポルトガルはブラジルの分離独立を恐れて、ブラジルにポルトガル軍を送り込んで統制を強化したが、これがかえってブラジル在地支配層の反感を買い、ポルトガル派とブラジル派の対立が激化した。1822年、ブラジル在地支配層は摂政ドン・ペドロを擁立して連合王国からの独立を宣言し、ペルナンブーコなどに駐屯していたポルトガル軍を破った。
ブラジルが君主を擁立して独立するとしても、何故「王国」ではなく「帝国」なのかであるが、これは広大なブラジル諸地域がイスパノアメリカ諸国のように分裂せず、統一を保つためには皇帝という求心軸が必要だったと解釈されている。

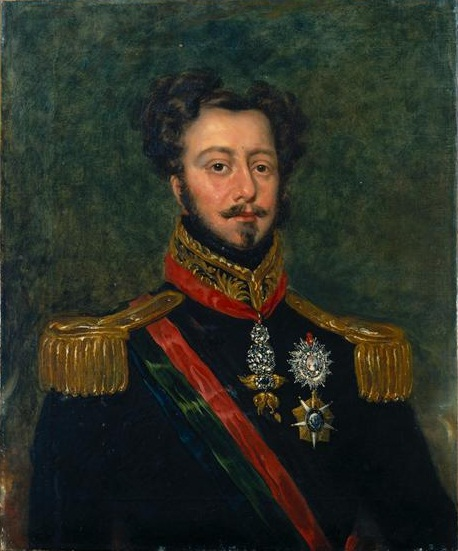
ブラジル帝国の皇帝ドン･ペドロ1世

ポルトガル王太子ドン・ペドロはポルトガル王位継承権を保ったまま、ポルトガル本国の意に反してブラジル皇帝となった。1825年当時、ポルトガルに絶大な影響力をもつイギリスがブラジルの独立を承認し、アメリカ合衆国の介入を警戒してポルトガルにもブラジルを承認させた。同年フアン・アントニオ・ラバジェハのシスプラチナ州潜入により、1821年に併合した東方州はブラジルからの独立と、アルゼンチンへの編入を求めて独立戦争を開始し、ラ・プラタ連合もこれを支援した。この内乱はブラジルの宣戦布告によりシスプラティーナ戦争へと発展し、戦争はアルゼンチン有利に進んだが、ラ・プラタ川の両岸をアルゼンチンが保有することを恐れたイギリスの仲介により、1828年にモンテビデオ条約が結ばれ、シスプラチナ州はウルグアイ東方共和国としての独立が認められた。この敗戦は皇帝ドン・ペドロ1世の失脚の原因ともなった。
1826年にポルトガル本国でジョアン6世が死去すると、王位継承者であるドン・ペドロがブラジル皇帝となっていたので王位継承問題が発生した。本国の保守反動派はドン・ペドロの継承権無効を宣言して、ドン・ペドロの弟ドン・ミゲルの擁立を主張した。これに対してドン・ペドロは在ブラジルのままポルトガル王ペドロ4世として即位を宣言、ただちに長女マリア・ダ・グロリアに譲位した。そしてマリア・ダ・グロリアを叔父ドン・ミゲルと結婚させ、ミゲルをポルトガル摂政とする妥協が図られた。一時はこの妥協が成立したが、1828年にドン・ミゲルは約束を破棄して即位を宣言、このためドン・ペドロは1831年にブラジル皇帝位を長男のペドロ2世に譲位し、長女マリア・ダ・グロリアのポルトガル王位を主張してポルトガルに向かった。
ブラジル新皇帝ペドロ2世は長期にわたって在位し、ブラジルによるウルグアイへの干渉から始まった三国同盟戦争を戦い抜き、パラグアイを壊滅させるなど治世を安定させた。ペドロ2世はブラジルの奴隷制を廃止するなど自由主義的な君主であったが、糖尿病に侵されて次第に統治能力を失い、1888年の奴隷制廃止により大打撃を受けた保守支配層が1889年に企んだ軍部のクーデターによって廃位され（ブラジル共和制革命）、ブラジルは共和制となった。
帝国が滅んだ後も、帝国時代を懐かしむ者は、ブラジル国内に保守層を中心に存在している。1993年、ブラジルでは統治形態に関する国民投票が行われ、3分の2が共和制を選択する一方、13.2%は君主制を選択した（en:1993 Brazilian constitutional referendumも参照）。

## 歴代皇帝
|    | 名前      | 在位            | 備考                            |
| -- | --------- | --------------- | ------------------------------- |
| １ | ペドロ1世 | 1822年 - 1831年 | ポルトガル国王としてはペドロ4世 |
| ２ | ペドロ2世 | 1831年 - 1889年 |                                 |